# Ludwig Gross
Pour les articles homonymes, voir Gross.
Ludwig Gross (11 septembre 1904 à Cracovie, mort le 19 juillet 1999 à New York) est un médecin et chercheur en cancérologie américain. 
Les expériences que Gross a mené sur les souris dans les années 1950 ont montré que la leucémie était susceptible d'être provoquée par un virus ; ses travaux ont été pionniers dans les recherches sur le rôle des virus dans le cancer. 

## Récompenses
- 1953 : R.R. de Villiers Foundation (Leukemia Society) Award pour la recherche de la leucémie.
- 1961 : Walker Prize of the Royal College of Surgeons of England à Londres.
- 1962 : médaille d'argent de l'institut Pasteur à Paris.
- 1962 : WHO United Nations Prize pour la recherche du cancer.
- 1963 : Bertner Foundation Award.
- 1972 : Special Virus Cancer Program Award of the National Cancer Institute
- 1974 : Albert Lasker Basic Medical Research Award
- 1978 : Principal 1978 Paul Ehrlich-Ludwig Darmstaeder Prize à Francfort.
- 1978 : Griffuel Prize à Paris.
- 1973 : Elected to the National Academy of Sciences.
- 1977 : Légion d'honneur française.